# Somntongo
Somntongo ist ein Inkhundla (Verwaltungseinheit) im äußersten Südosten der Region Shiselweni in Eswatini. Es ist 327 km² groß und hatte 2007 gemäß Volkszählung 5457 Einwohner.

## Geographie
Das Inkhundla liegt an der Südostecke von der Region Shiselweni an der Grenze zu Südafrika. Der Fluss Msuzwane entwässert nach Süden über die Grenze in den Pongolapoort-Stausee. Der Ort Lavumisa liegt direkt an der Grenze zu Südafrika; der Grenzübergang liegt nahe eGolela in Südafrika.
Hauptverkehrsadern sind MR 11 und MR 8. Am Msuzwane liegt das königliche Royal Jozini Big 6 Private Estate.

## Gliederung
Das Inkhundla gliedert sich in die Imiphakatsi (Häuptlingsbezirke) Etjeni/Ezindwendweni, Luhlekwini, Maplotini/Lavumisa, Nsubane, Nthuthwakazi, Phangweni und Vimizibuko.